# 李政科
李政科（1958年1月—），湖南祁东县人，中华人民共和国政治人物。

## 生平
1982年7月，加入中国共产党，毕业于湖南农学院牧医系畜牧兽医专业。1975年1月参加工作，历任湖南省农村工作办公室党组成员。2000年9月，担任副主任。2007年6月，担任湖南省纪委常委、湖南省监察厅副厅长等职。2011年11月至2016年11月任中共湖南省纪委副书记。2017年11月，涉嫌严重违纪，接受组织审查。